# Ian Ritchie
Ian Ritchie CBE RA (* 24. Juni 1947 in Sussex, England) ist ein britischer Architekt, der bedingt der Stilrichtung der Hightech-Architektur um Lord Norman Foster und Sir Richard Rogers zuzurechnen ist.

## Leben
Seine Karriere begann 1978 als Mitarbeiter im Büro von Ove Arup und in der Folge in der Zusammenarbeit mit Peter Rice, der sich überwiegend mit leichten Stahl-Glas-Konstruktionen beschäftigte. Gemeinsam mit Peter Francis gründeten sie das Büro RFR, mit dem sie die Glasfassaden im Park La Villette (Paris) und die Konstruktion der Louvre-Pyramide entwickelten.
1981 gründete Ian Ritchie sein eigenes Büro Ian Ritchie Architects in London. Weiterhin bestimmen der Gedanke der Zusammenarbeit verschiedener Disziplinen wie ethische und ökologische Grundsätze seinen Stil wesentlich.
Ritchie wurde auf der Frühjahrs-Mitgliederversammlung der Akademie der Künste Berlin am 25. Mai 2013 als neues Mitglied in die Sektion Baukunst gewählt.

## Bauten (Auswahl)
- 1981: Bioklimatische Fassade in La Villette
- 1989: Reina Sofia Museum, Madrid
- 1989: Ecology Gallery im Natural History Museum, London
- 1992: Messe Leipzig (mit Gerkan, Marg und Partner)
- 1993: London Regatta Centre
- 1995: Royal Opera House London
- 1998: The Spire Of Dublin
- 1999: Eingangsgebäudes des Londoner U-Bahnhofes Bermondsey